# 日立デジタル平凡社
日立デジタル平凡社（ひたちでじたるへいぼんしゃ）は、1996年8月にシステム開発の株式会社日立製作所（日立）と編集の株式会社平凡社の共同出資によるデジタルコンテンツ事業の展開を目的に設立された会社。
1997年5月、国産初の本格的マルチメディア百科事典『マイペディア97(Windows版)』を刊行。小項目事典ながら大百科に匹敵する項目数を有する平凡社の百科事典『マイペディア』を元に、マルチメディア化にあたり、これを全面的に追補改訂し、さらに一万点を超える、静止画・動画・サウンド・地図を加え、先端的なマルチメディア技術を活用して飛躍的な検索性を実現。『マイペディア』の他、『世界大百科事典』などを世に送り出して来た。
1999年12月にはインターネットによる『世界大百科事典』検索サービス（ネットで百科）を、iモード向け情報サービス“電話で百科”を開始。
しかし、インターネットの普及に打ち勝つことができず、2000年4月に会社は解散。以後、『マイペディア』は、同日に発足した日立グループの株式会社日立ソリューションズ（旧日立システムアンドサービス他）に引き継がれ、製作・発売している。(現在は販売終了)